# 서부전선 (영화)
"서부전선"은 2015년에 개봉한 대한민국의 영화이다.

## 캐스팅
- 설경구 : 장남복 역
- 여진구 : 김영광 역
- 이경영 : 유 중령 역
- 정성화 : 연 대장 역
- 정인기 : 김 상사 역
- 조희봉 : 주정꾼 역
- 김원해 : 전 차장 역
- 정석원 : 상위 역
- 김선영 : 아줌마 역
- 노영학 : 최 하사 역
- 강윤제 : 안 소위 역
- 한철우 : 유중령 참모 역
- 윤병희 : 중공군 중대장 역
- 이상희 : 남복 아내 역
- 이수빈 : 옥분 역
- 송경철 : 상주 역
- 우상전 : 할아버지 역
- 최호중 : 연대본부 병사 1 역
- 한국진 : 남복소대원 2 역
- 이장원 : 남복소대원 3 역
- 곽진무 : 남복소대원 12 역
- 김대령 : 상위 소대원들 역
- 유순철 : 초가마을 주민 3 역
- 노치만 : 최하사 관측병 1 역
- 신정윤 : 최하사 관측병 2 역
- 김윤찬 : 최하사 관측병 3 역
- 서정욱 : 연대본부 간호장교 3 역
- 김대국 : 포병대대 외부병사 2 역
- 김시은 : 포병대대 간호장교 1 역
- 박새힘 : 포병대대 간호장교 3 역
- 김태훈 : 조 장군 역
- 도승지 : 사수 역
- 양병열 : 안 소위 역
- 지창욱 : 국군 징집헌병 역 (우정출연)
- 김지영 : 영광 어머니 역 (특별출연)